# Craddock-Massiv
Das Craddock-Massiv ist ein bis zu 4477 m hohes Massiv im westantarktischen Ellsworthland. Es ragt an der Südseite des Vinson-Massivs zwischen dem Hammer Col und dem Severinghaus-Gletscher in der Sentinel Range des Ellsworthgebirges auf. Zum Massiv gehören Mount Rutford, der Bugueño Pinnacle, der Rada Peak und Mount Craddock.
Das Advisory Committee on Antarctic Names benannte das Massiv 1965 als Mount Craddock. Dieser Name entfiel auf späteren Karten nur noch auf den südlichsten Gipfel des Massivs. Dieser Unterscheidung kam das Komitee 2006 nach. Namensgeber beider Formationen ist der US-amerikanische Geologe John Campbell Craddock (1930–2006), Leiter der Expedition der University of Minnesota zur Sentinel Range und zur Heritage Range im Ellsworthgebirge zwischen 1962 und 1963.